# 第27潜水戦隊 (ドイツ海軍)
第27潜水隊群（独: 27. Unterseebootflottille 英: 27th U-boat Flotilla）とは、ドイツ海軍Uボートによる潜水艦隊（戦隊）である。
1940年1月、ゴーテンハーフェンにおいてエルンスト・ゾーベ少佐の元、独: Taktische Unterseebootsausbildungsflottille（戦術Uボート訓練隊）として設立され同年6月に27. Unterseebootflottilleへと改名された。
この潜水隊はUボート全乗組員を対象とした8日から15日間に及ぶバルト海上における護送船団への攻撃戦術や模擬戦闘訓練が行われ、最低でも2回以上の訓練が必修となっており、そこで満足の行く結果を出さなければならない。同時に新しく配属されたUボートの最終訓練所となっている。

## 母港
- 1940年1月 - 1945年3月 ゴーテンハーフェン

## 指揮官
| 指揮官                                   | 期間                    |
| ---------------------------------------- | ----------------------- |
| エルンスト・ゾーベ                       | 1940年1月 - 1941年12月  |
| ヴェルナー・ハルトマン (Werner Hartmann) | 1941年12月 - 1942年10月 |
| エーリヒ・トップ                         | 1942年10月 - 1944年8月  |
| エルンスト・バウアー (Ernst Bauer)       | 1944年10月 - 1945年3月  |

## 所属艦
- UD 4